# Sergueï Levitski
Pour les articles homonymes, voir Levitski.
Le comte Sergueï Lvovitch Levitski (en russe : Серге́й Львович Львов-Левицкий), né à Moscou le 5 août 1819 et mort à Saint-Pétersbourg le 10 juin 1898, est un photographe portraitiste russe. Il est l'un des pionniers de de la photographie en Russie et en Europe.

## Biographie
Sergueï Lvovitch Levitski est un fils illégitime de Lev Alexeïevitch Yakovlev, ambassadeur à la cour du roi de Westphalie Jérôme Bonaparte après la paix de Tilsit ; c'est un cousin d'Alexandre Herzen.
Il étudie le droit à l'Université d'État de Moscou et en sort diplômé en 1839 ; il travaille à Saint-Pétersbourg dans le cabinet du ministre de l'Intérieur, le comte Alexandre Stroganov.
Levitski se passionne pour la technique du daguerréotype et achète un appareil en 1839. Il participe en 1842 à la commission gouvernementale chargée d'étudier la composition et les propriétés thérapeutiques des eaux minérales du Caucase, sous la direction de Carl Julius Fritzsche, et se forme à la technique photographique sur le terrain. En 1844, il prend un congé et s'installe à Paris pour améliorer ses connaissances photographiques ; il suit des cours à l'Université de Paris, fait la connaissance de Louis Daguerre, de l'Américain Warren Thompson et d'autres pionniers de la photographie ; il fait fabriquer en 1847 un appareil photo à soufflet d'après ses plans. Lors de l'exposition industrielle de Paris en 1849, Charles Chevalier reçoit une médaille d'or pour des daguerréotypes réalisés avec un objectif de la conception de Levitski. Lors d'un voyage à Rome en 1845, Levitski photographie des artistes russes et réalise la seule photographie connue de Nicolas Gogol.
Après la révolution de février 1848, Levitski rentre en Russie ; il ouvre en octobre 1849 à Saint-Pétersbourg un studio de daguerréotypie Sergei Levitski sur la perspective Nevski, à l'emplacement où est située aujourd'hui l'immeuble de la compagnie Singer

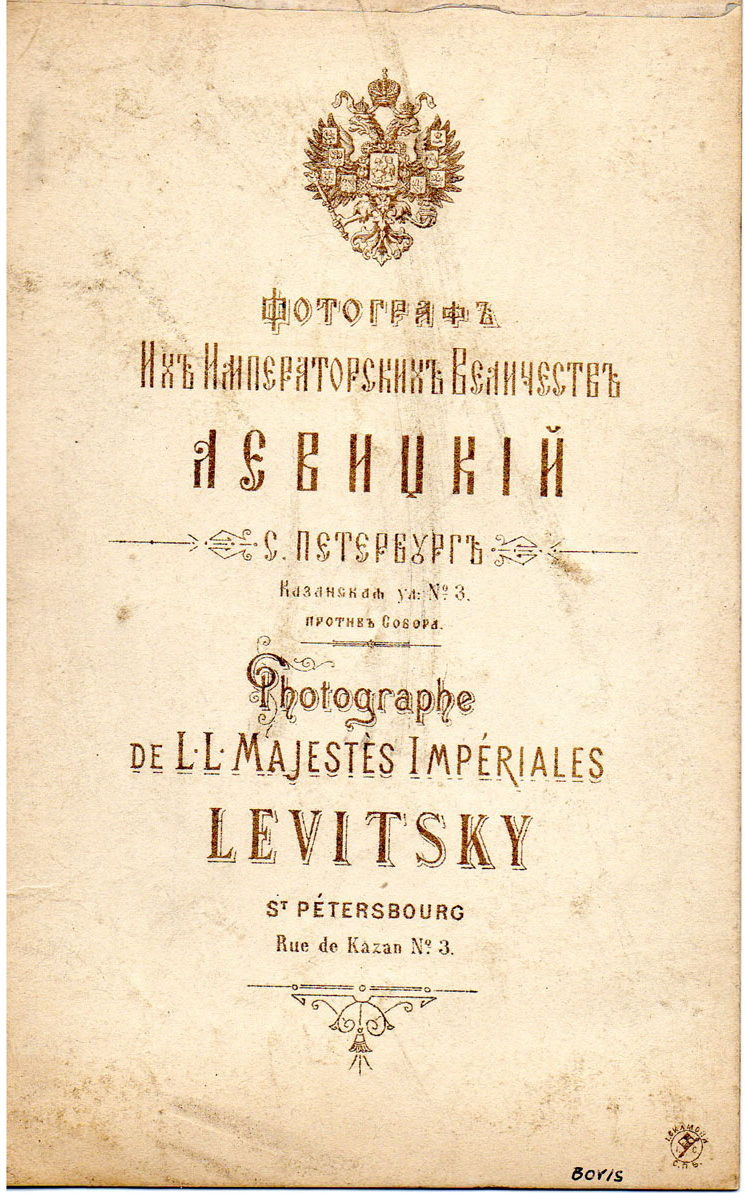
Verso des photo-cartes de Levitski.

En 1851, il reçoit une médaille d'or pour ses photographies à l'Exposition universelle de Londres. À partir de 1852, il travaille pour la cour impériale, photographie le tsar Nicolas Ier et sa famille, ainsi que le couronnement d'Alexandre II à Moscou.
En 1858, Warren Thompson propose à Levitski de diriger son atelier à Paris ; il s'y installe avec sa famille en 1859 (son fils Rafail Levitski est né en 1847). En 1864, il fait le portrait de Napoléon III et de sa famille à Fontainebleau ; il est nommé photographe de l'empereur Napoléon III et élu membre de la Société française de photographie. En 1865, il se rend à l'exposition de photographie de Berlin où il découvre les travaux de Henry Peach Robinson.
Levitski confie le studio parisien à son fils et collaborateur Rafail Levitski et retourne à Saint Pétersbourg en 1867 ; il y ouvre un nouveau studio photographique. En 1877, Levitski et son fils reçoivent le titre de maîtres de la cour et leur studio prend le nom de Фотограф их Императорских величеств : Photographes de leurs Majestés impériales Levitski.
En 1878, Levitski fonde avec le chimiste Dmitri Mendeleïev et le photographe Vyacheslav Sreznevsky (en) le département de photographie au sein de la Société technique russe (Русское Техническое общество), dont il est président de 1886 à 1891 ; il cède son studio à son fils dans les années 1880, mais reste actif au sein de la Société technique russe et participe en tant qu'expert ou juré à de nombreuses expositions photographiques nationales et internationales.
Sergueï Levitski meurt à Saint-Pétersbourg le 10 juin 1898 ; il est inhumé au cimetière orthodoxe de Smolensk, sur l'île Vassilievski de Saint-Pétersbourg.

## Collections
- J. Paul Getty Museum, Los Angeles[2].
- Musée d'Orsay, Paris[3].

## Expositions
- 4 décembre 2015 - 17 janvier 2016 : Ателье "Светопись Левицкого" : ранняя русская фотография в собрании Государственного Эрмитажа [Atelier « Peinture lumineuse Levitsky » : photographie russe ancienne dans la collection du musée de l'Ermitage], Musée de l'Ermitage, Saint-Pétersbourg[4].

## Galerie

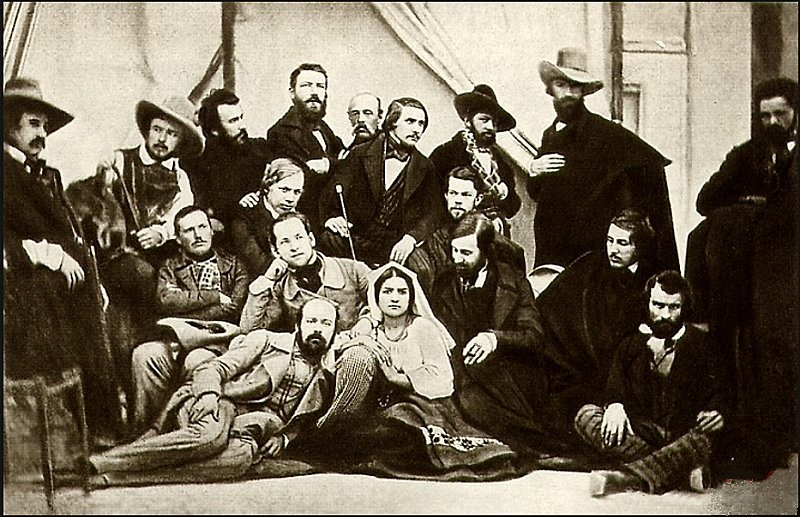
Nicolas Gogol (assis au centre avec une canne) et un groupe d'artistes russes à Rome, photographie de 1845[N 1].
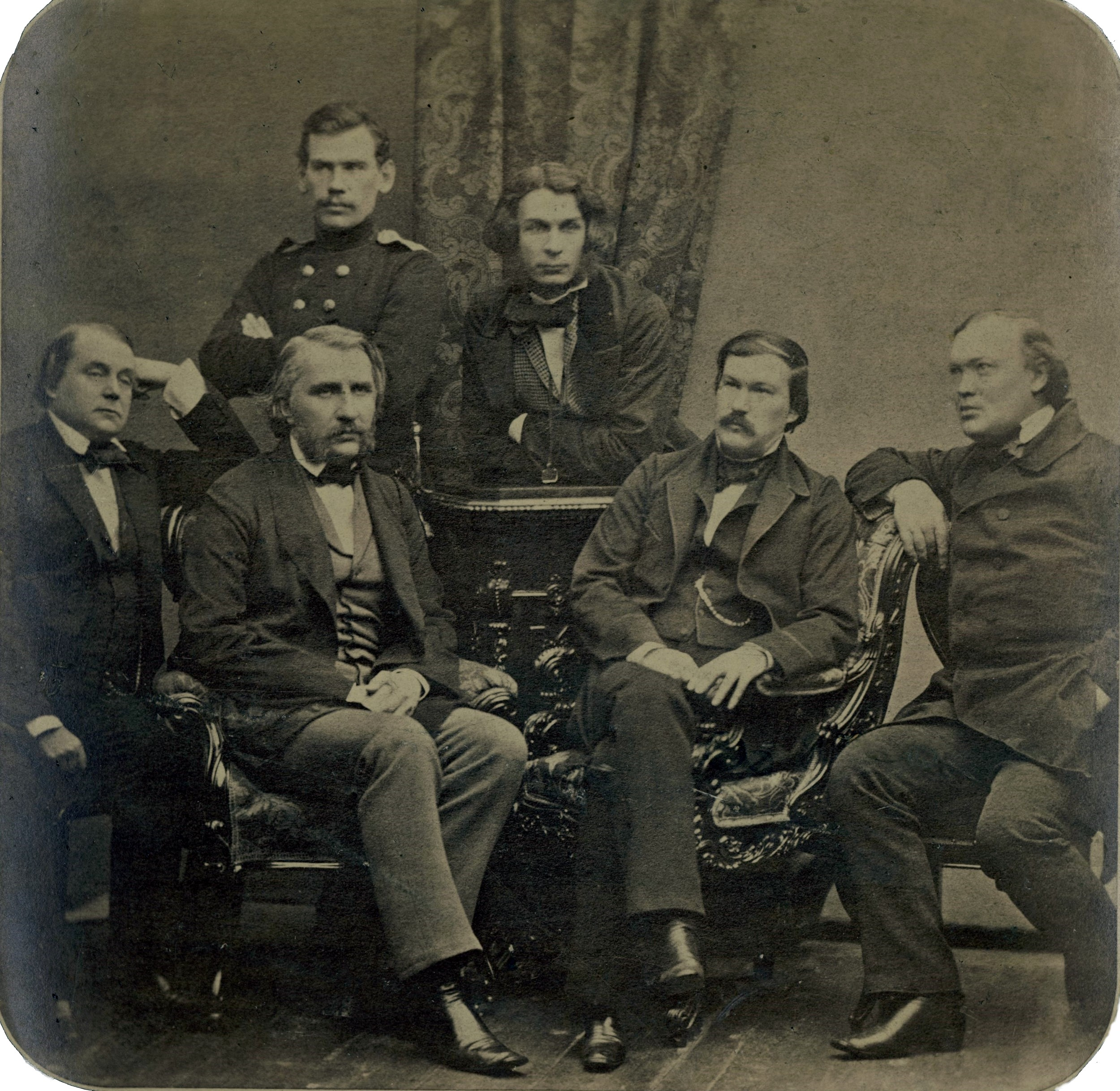
Écrivains russes publiés par la revue Sovremennik ; photographie de 1856[N 2].
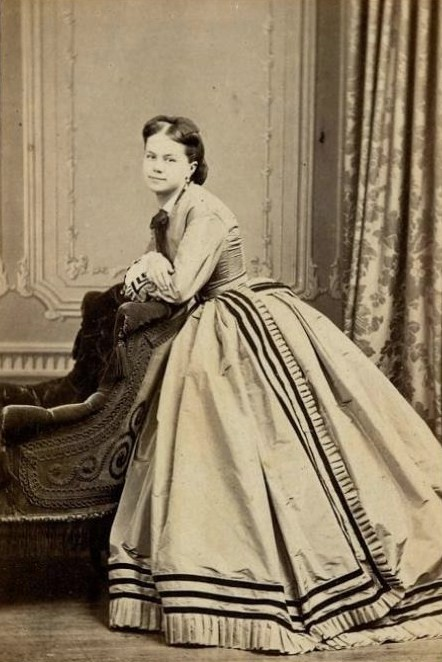
La princesse Dolgoroukova, née Bazilevskaïa, vers 1860.
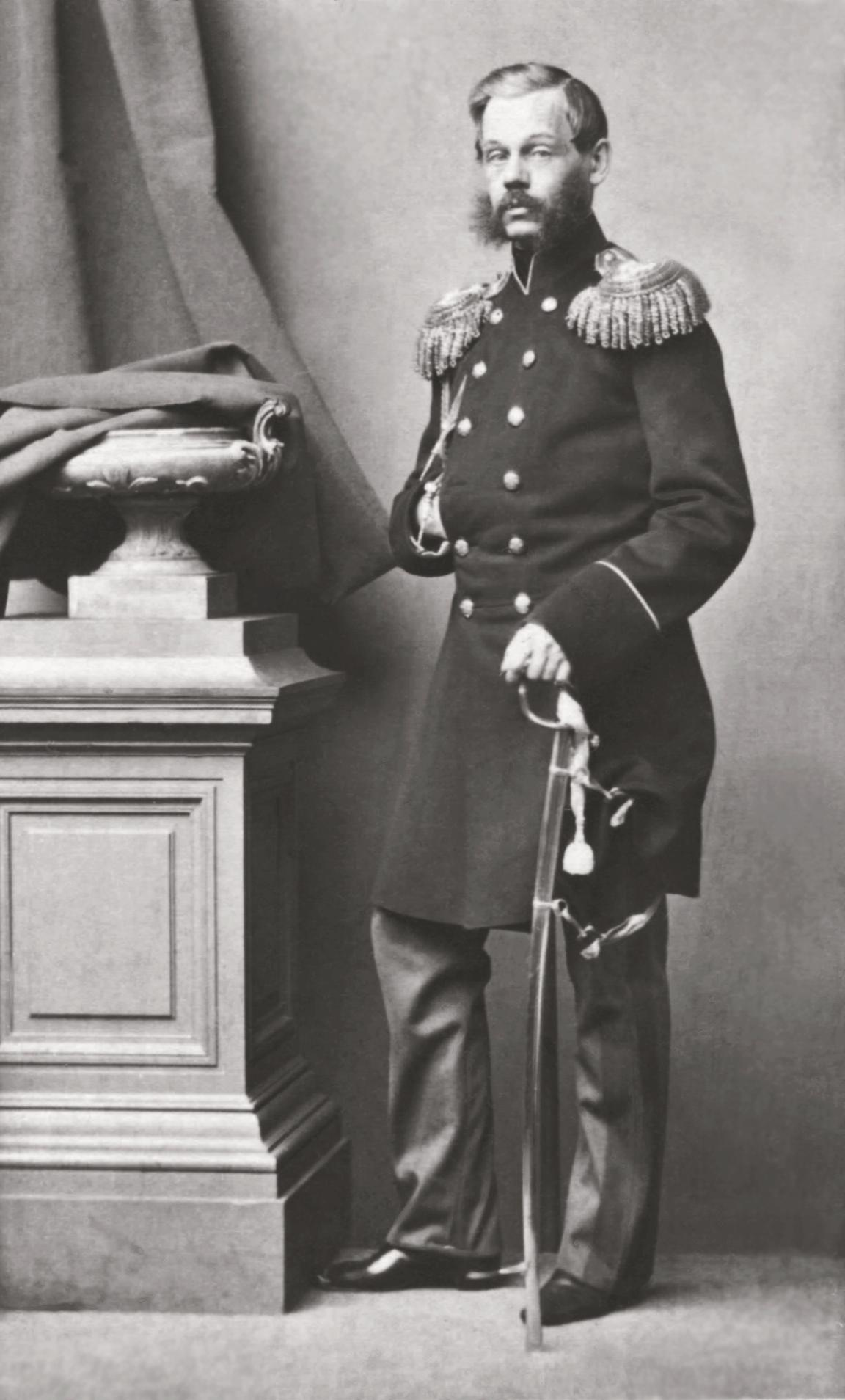
Le général Milioutine (1816-1912), vers 1860.
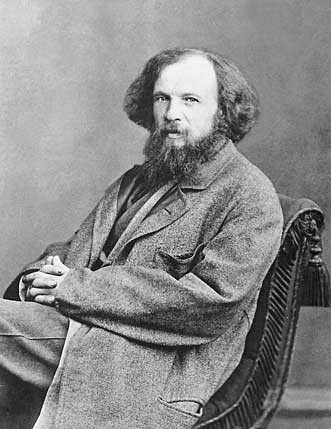
Dmitri Mendeleïev, avril 1861.
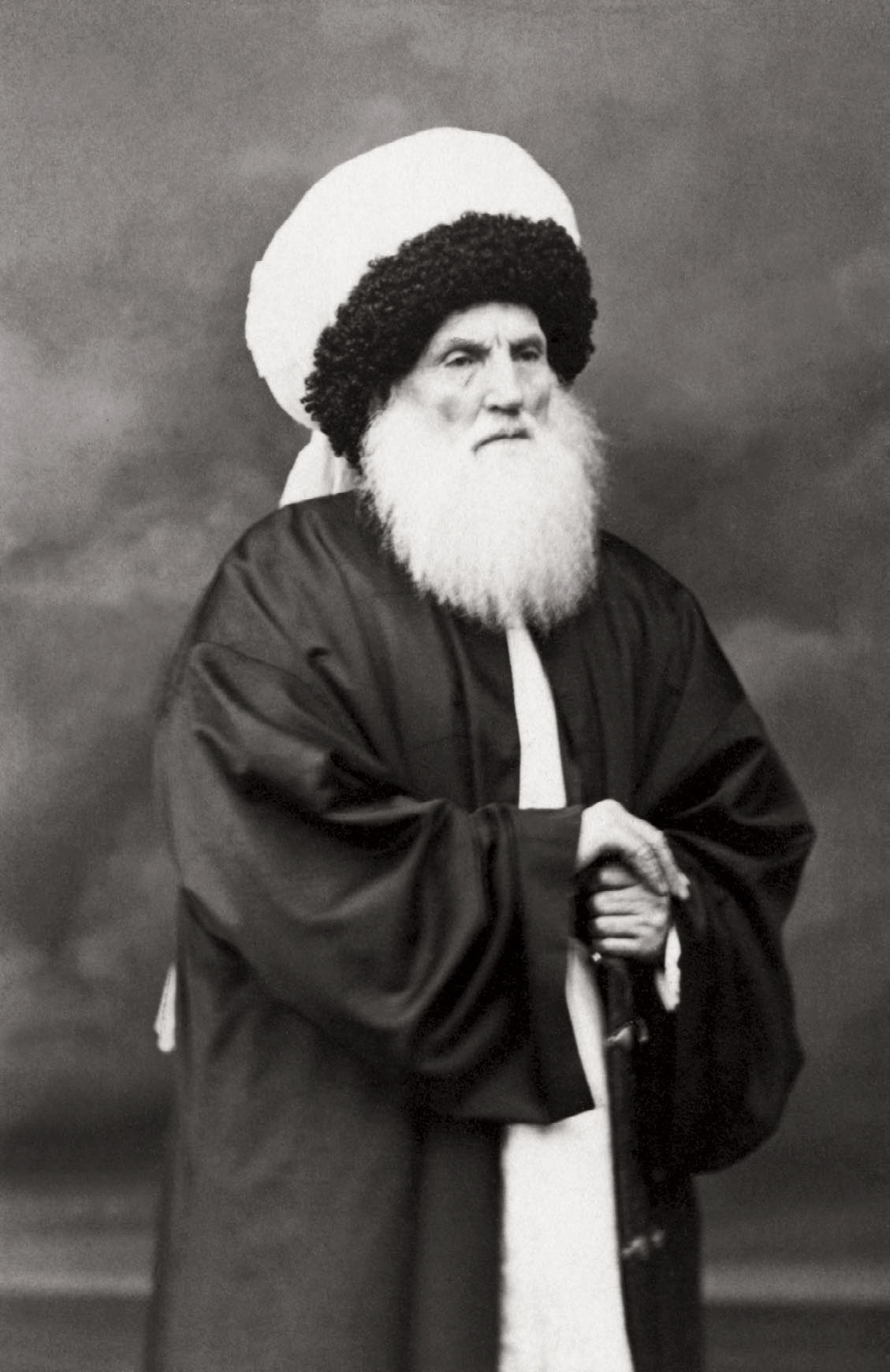
Le chef de guerre daghestanais Chamil, 1861.
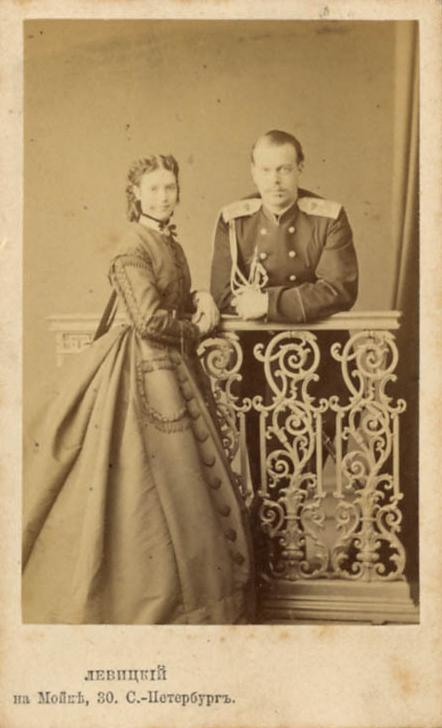
Dagmar de Danemark et son fiancé le tsaveritch Alexandre, futur Alexandre III, 1865.
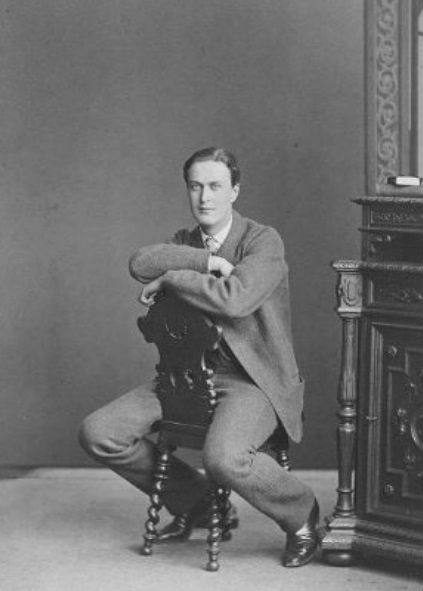
Le prince Alexandre Chtcherbatov (1850-1915) en 1870.
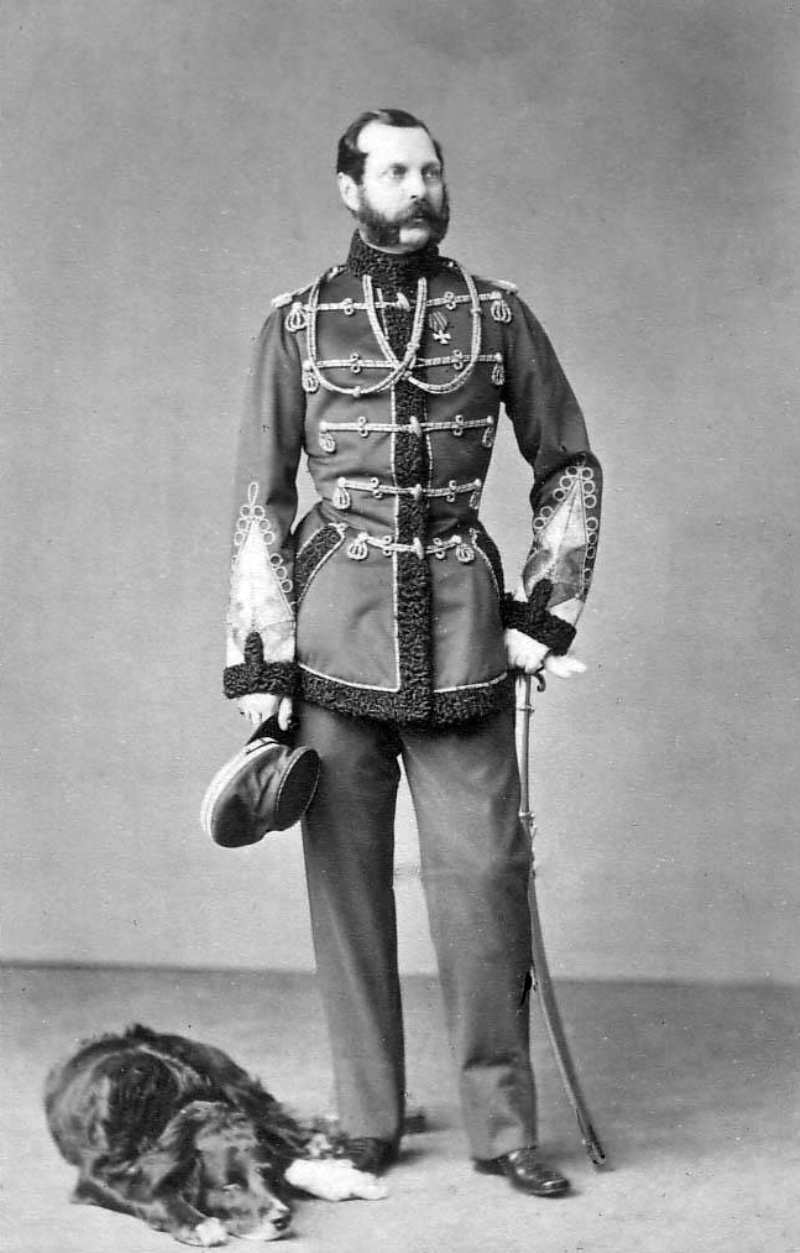
Le tsar Alexandre II et son chien Milord, 1870.
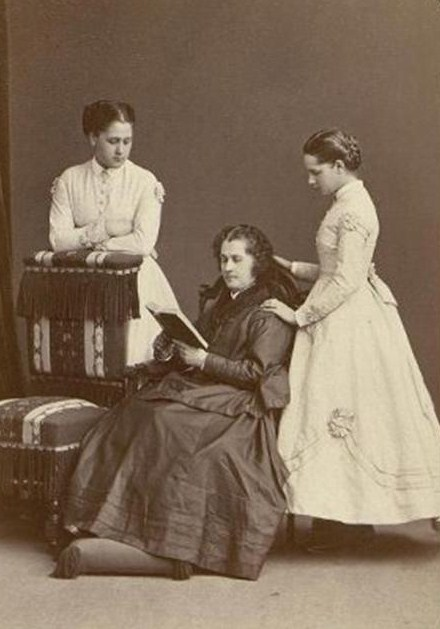
La comtesse Panina, née Maltsova, avec ses filles Anastasia et Irina, vers 1870.
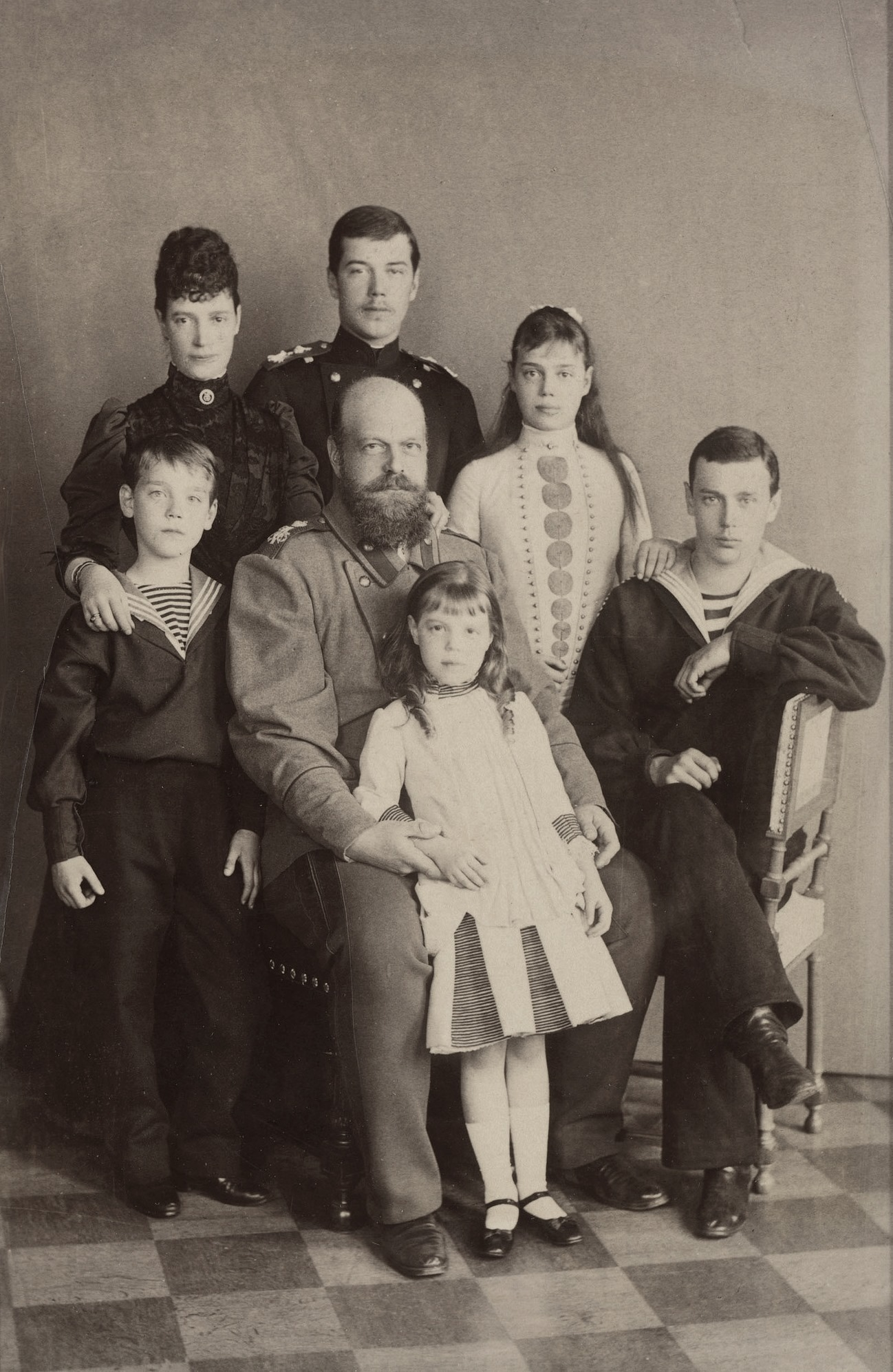
Le tsar Alexandre III et sa famille, vers 1888-1889.
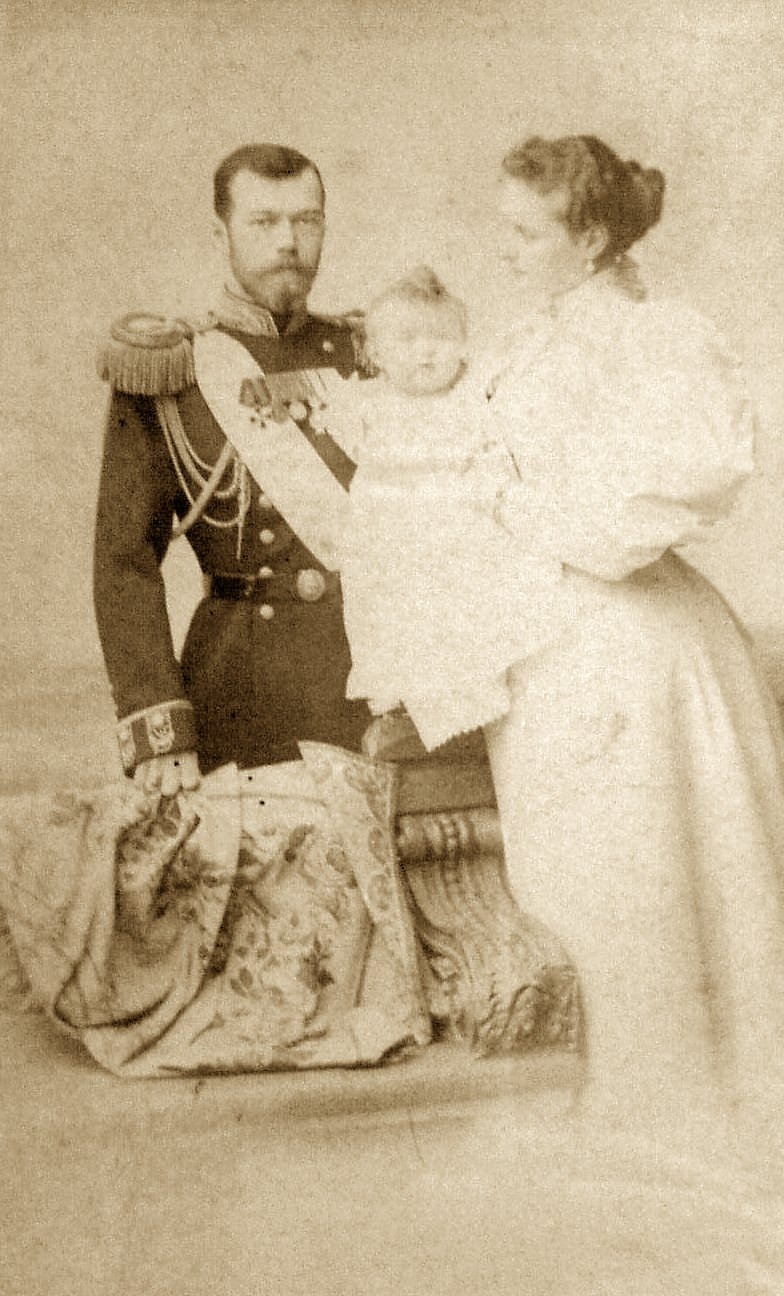
Le tsar Nicolas II, la tsarine Alexandra Feodorovna et leur fille Olga Nikolaïevna, 1896.